# Gudikus

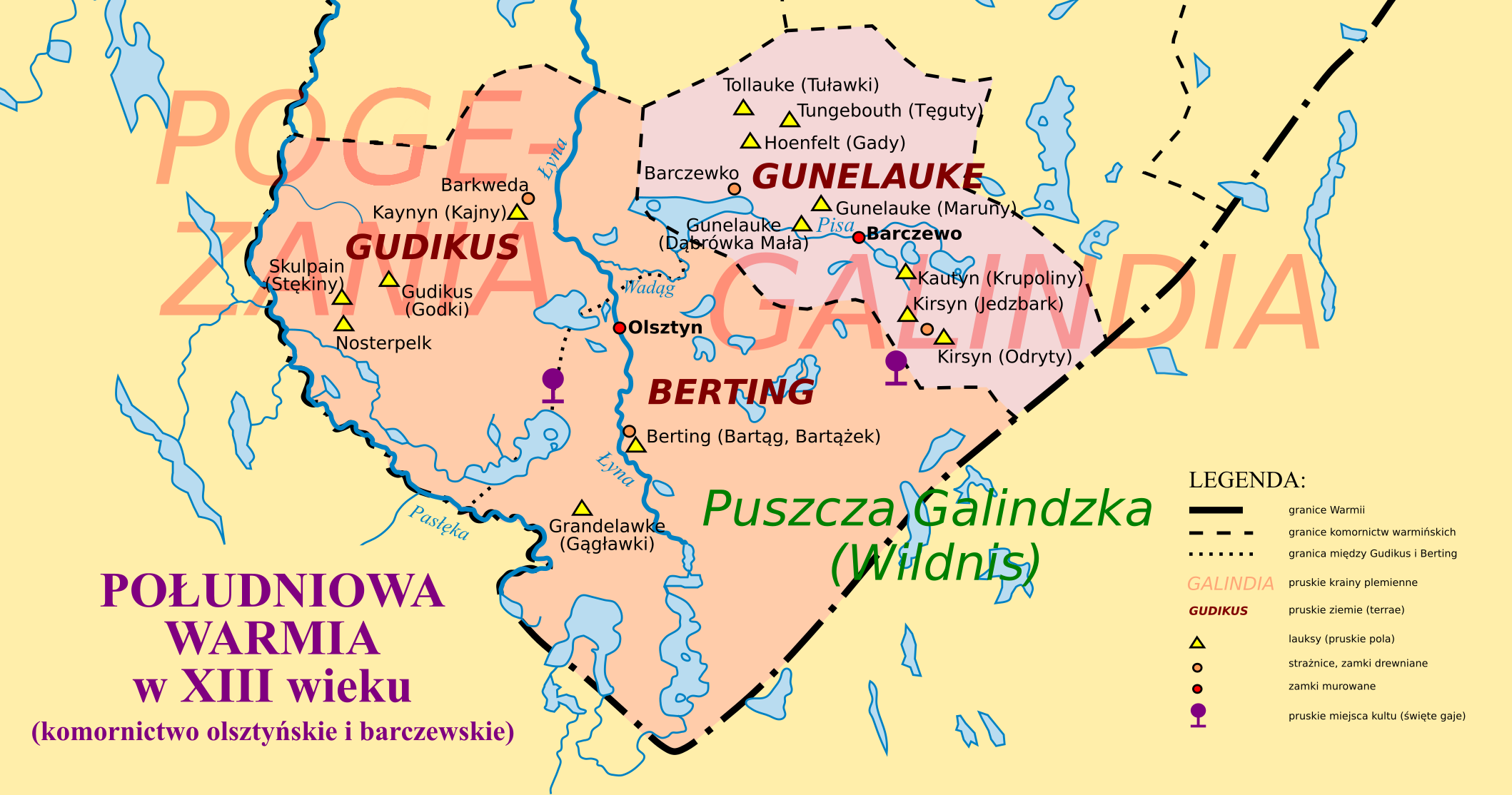
Pruskie związki terytorialno-osadnicze na terenie południowej Warmii biskupiej.

Gudikus, ziemia Gudikus (łac. Gudicus, Terra Gudicus) – pruskie terytorium, które weszło w połowie XIV wieku weszło w skład komornictwa olsztyńskiego w południowej Warmii, zaliczane wcześniej do Pogezanii. 
Terytorium Gudikus wzmiankowane jest w latach 1345-1352. Obejmowało ono obszar położony nad rzeczką Giłwą, rozciągający się pomiędzy rzekami Pasłęką a Łyną, na południu zaś sięgało po jeziora Wulpińskie i Ukiel (Krzywe). Od wschodu i południa sąsiadowało z galindzką ziemią Bertingen.
Ziemię Gudikus tworzyły pruskie lauksy (pola): Skulpain (późniejsza wieś Stękiny), Gudikus (główny ośrodek, od którego pochodziła nazwa ziemi, późniejsza wieś Godki), Kaynyn (późniejsza wieś Kajny) oraz Nosterpelk (na południe od Stękin, teren później nie zasiedlony). Na pograniczu ziem Gudikus i Bertingen, pomiędzy dzisiejszymi wsiami Tomaszkowo i Naterki, znajdowało się pruskie centrum kultowe ze świętym gajem.
W połowie XIV wieku terytorium Gudikus wraz z ziemią Bertingen weszło w skład komornictwa olsztyńskiego, które podlegało kapitule warmińskiej we Fromborku. W okresie warmińskiej kolonizacji na ziemi Gudikus lokowano wsie: Jonkowo, Wołowno, Cegłowo, Pęglity, Gietrzwałd, Wrzesina, Mątki i Szałstry.